# 1536

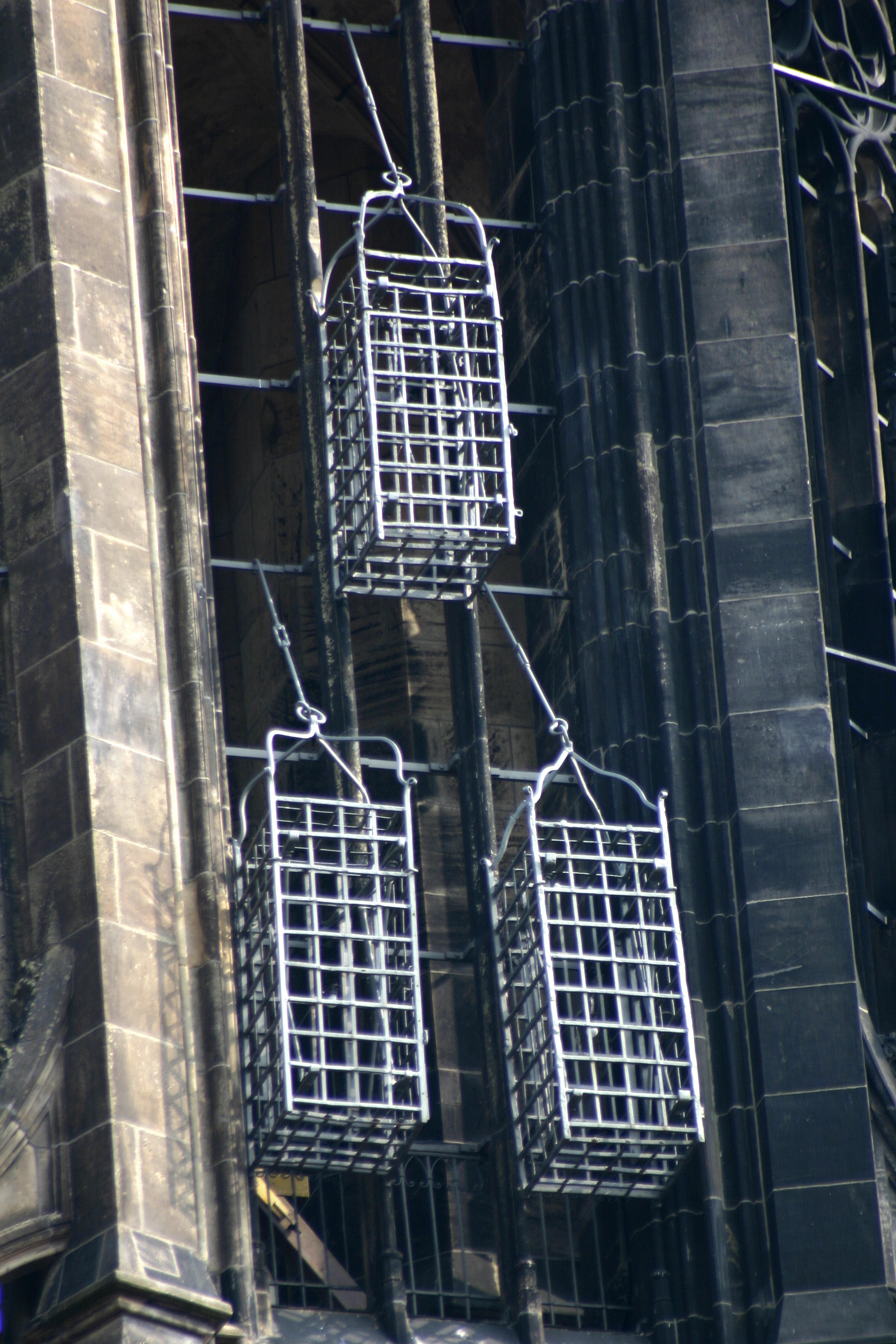
kooien aan de Sint-Lambertuskerk in Münster, waarin de lijken van de geëxecuteerde wederdopers ten toon werden gesteld

Het jaar 1536 is het 36e jaar in de 16e eeuw volgens de christelijke jaartelling.

## Gebeurtenissen
januari
- 22 en 23 - De leiders van de Wederdopers in Münster worden terechtgesteld. De stoffelijk overschotten worden in kooien opgehangen aan de Sint-Lambertuskerk.

februari
- 3 - Stichting van de nederzetting 'Nuestra Señora del Buen Aire', het huidige Buenos Aires door Pedro de Mendoza.
- 27 - Huwelijk van Filips I van Pommeren met Maria van Saksen
- 29 - Huwelijk van Alessandro de' Medici en Margaretha van Parma.
- februari - Álvar Núñez Cabeza de Vaca en zijn medereizigers bereiken Nieuw Spanje na een trektocht door de zuidelijke Verenigde Staten.

april
- 10 - Stichting van Valparaíso.

mei
- 3 - Stadsbrand van Delft: Een groot deel van de stad Delft wordt in as gelegd.
- 17 - De vermeende minnaars van Anna Boleyn worden geëxecuteerd, waaronder haar broer George.
- 19 - De Engelse koningin Anna Boleyn wordt onthoofd op beschuldiging van overspel en incest.
- 23 - In Portugal wordt de Inquisitie naar Spaans model ingevoerd.
- 30 - Hendrik VIII trouwt voor de derde keer, met Jane Seymour.
- begin mei - In opdracht van de hertog Karel van Gelre bezet Meindert van Ham Appingedam met 3000 soldaten. Hij dreigt Holland binnen te vallen als de Bourgondische vloot naar Kopenhagen zal zeilen om Christoffel van Oldenburg bij te staan in de Gravenvete tegen Christiaan III van Denemarken, bondgenoot van Karel van Gelre.

juni
- 8 - De stad Groningen erkent Karel V als landheer en Georg Schenck van Toutenburg als stadhouder.

juli
- 29 - Kopenhagen geeft zich over aan koning Christiaan III. Einde van de Gravenvete.

augustus
- 5 - Slag bij Heiligerlee: De troepen van Karel van Gelre, met steun van Deense bondgenoten, onder leiding van Meindert van Ham, worden verslagen door troepen van de Friese stadhouder van keizer Karel V, Schenk van Toutenburg.

oktober
- 1 - Begin van de Pilgrimage of Grace (Bedevaart der Genade): Opstand in Noord-Engeland tegen het religieuze beleid van Hendrik VIII en met name tegen de onteigening van de kloosters.
- 1 - Gustaaf I van Zweden huwt Margaretha Leijonhufvud.
- 6 - De Engelse Bijbelvertaler William Tyndale wordt wegens ketterij te Vilvoorde gewurgd en verbrand.
- 19 - De opstand in Lincolnshire dooft uit.
- 24 - Opstandelingen in Yorkshire bezetten de stad York.
- 30 - De nieuwe koning Christiaan III van Denemarken   voert in zijn land de Reformatie in. Ontstaan van de Deense Volkskerk.

december
- 2 - Op Pontefract Castle delen de opstandelingen hun eisen mee aan Thomas Howard, de hertog van Norfolk.
- 6 - De opstandelingenleider in Noord-Engeland, Robert Aske, laat zich overreden de opstand te beëindigen onder belofte van een koninklijk pardon.
- 10 - Vrede van Grave: Karel van Gelre geeft zijn aanspraken op Groningen en Drenthe op. Keizer Karel is nu meester van Heerlijkheid Groningen en de Landschap Drenthe.

zonder datum
- Noorwegen wordt een provincie van Denemarken. (zie Koninkrijk Denemarken en Noorwegen)
- Wales wordt bij Engeland geannexeerd.
- Slag bij Un no Kuchi: De Takeda verslaan de Hiraga.
- Stichting van het Evangelisches Stift Tübingen.
- Hudalrichus Regius bewijst dat {\displaystyle 2^{10}(2^{11}-1)} geen perfect getal is, en {\displaystyle 2^{12}(2^{13}-1)} wel.
- Menno Simons breekt openlijk met de Rooms-Katholieke Kerk, waar hij priester van was.
- inpoldering van de Adornispolder
- De aardappelplant wordt voor het eerst naar Europa gebracht (vermoedelijke jaartal)

## Publicaties
- Pietro Aretino: Dialogo nel quale la Nanna insegna a la Pippa
- Johannes Calvijn: Institutio Christianæ Religionis
- Thomas Elyot: The Castell of Helth
- Charles Estienne: De vasculis libellus
- Luis de Milán: El Maestro
- Reginald Pole: Pro ecclesisasticae unitatis defensione

## Beeldende kunst

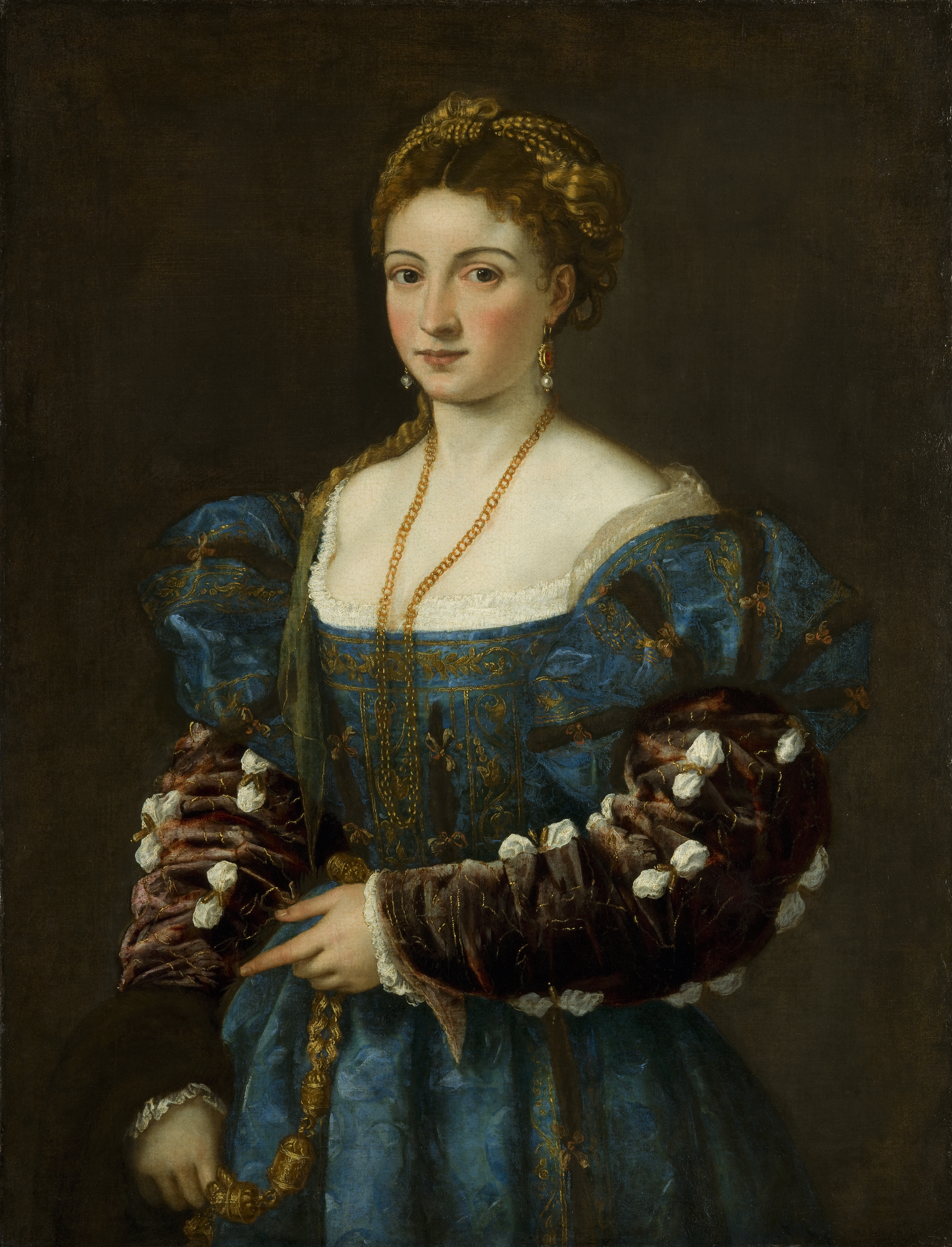
Titiaan: La Bella
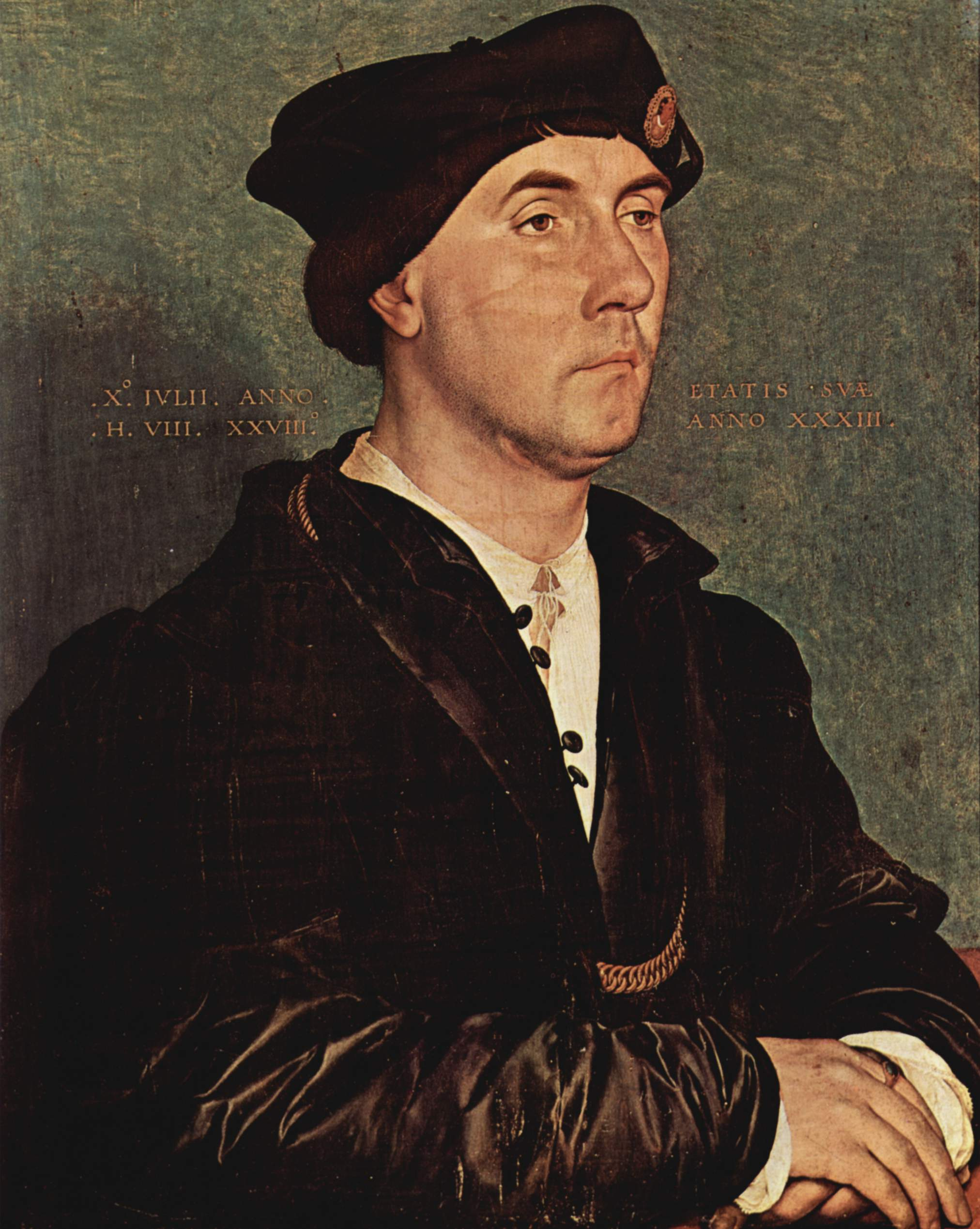
Hans Holbein de Jonge: Portret van Sir Richard Southwell
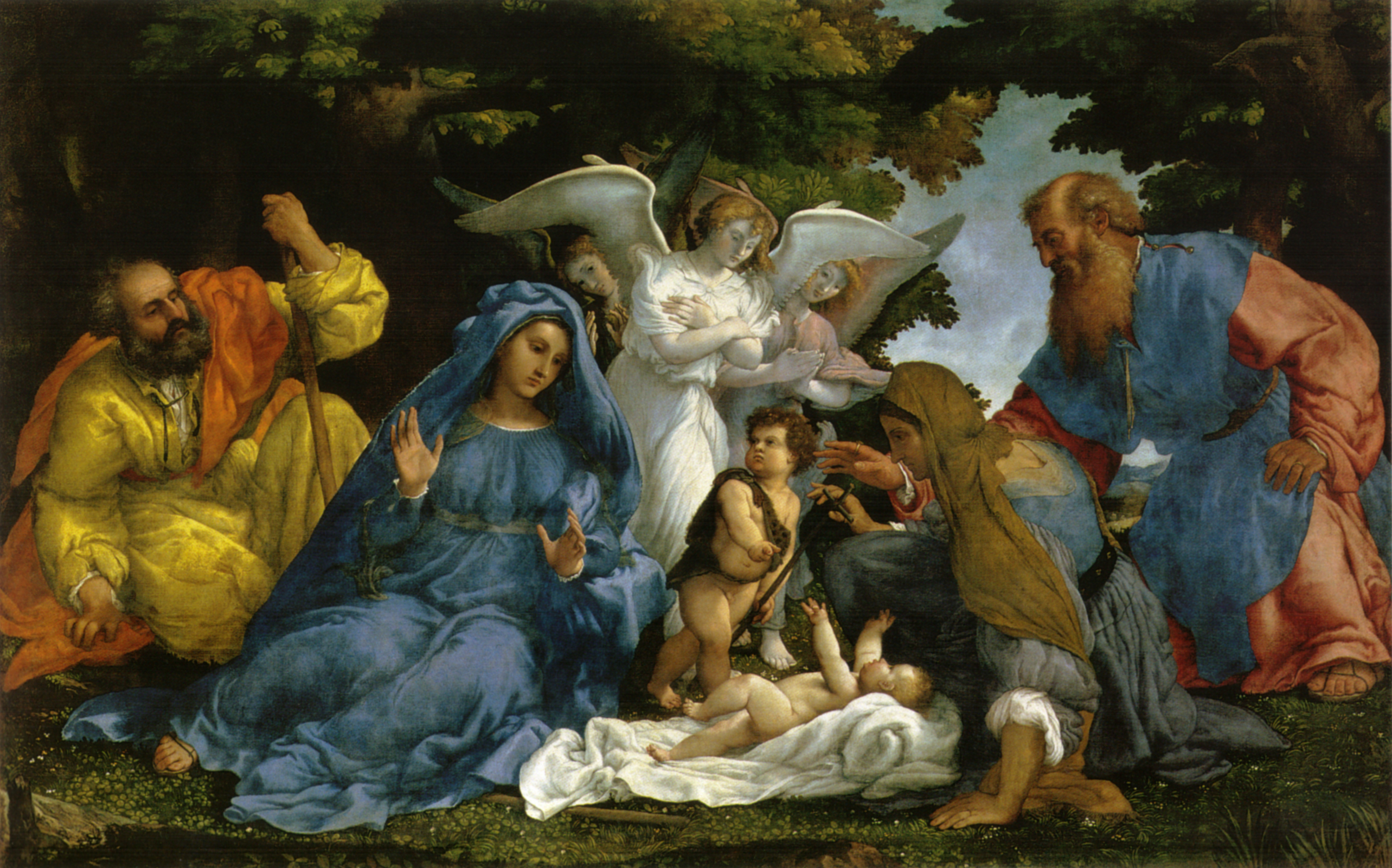
Lorenzo Lotto: De Heilige Familie met Johannes de Doper
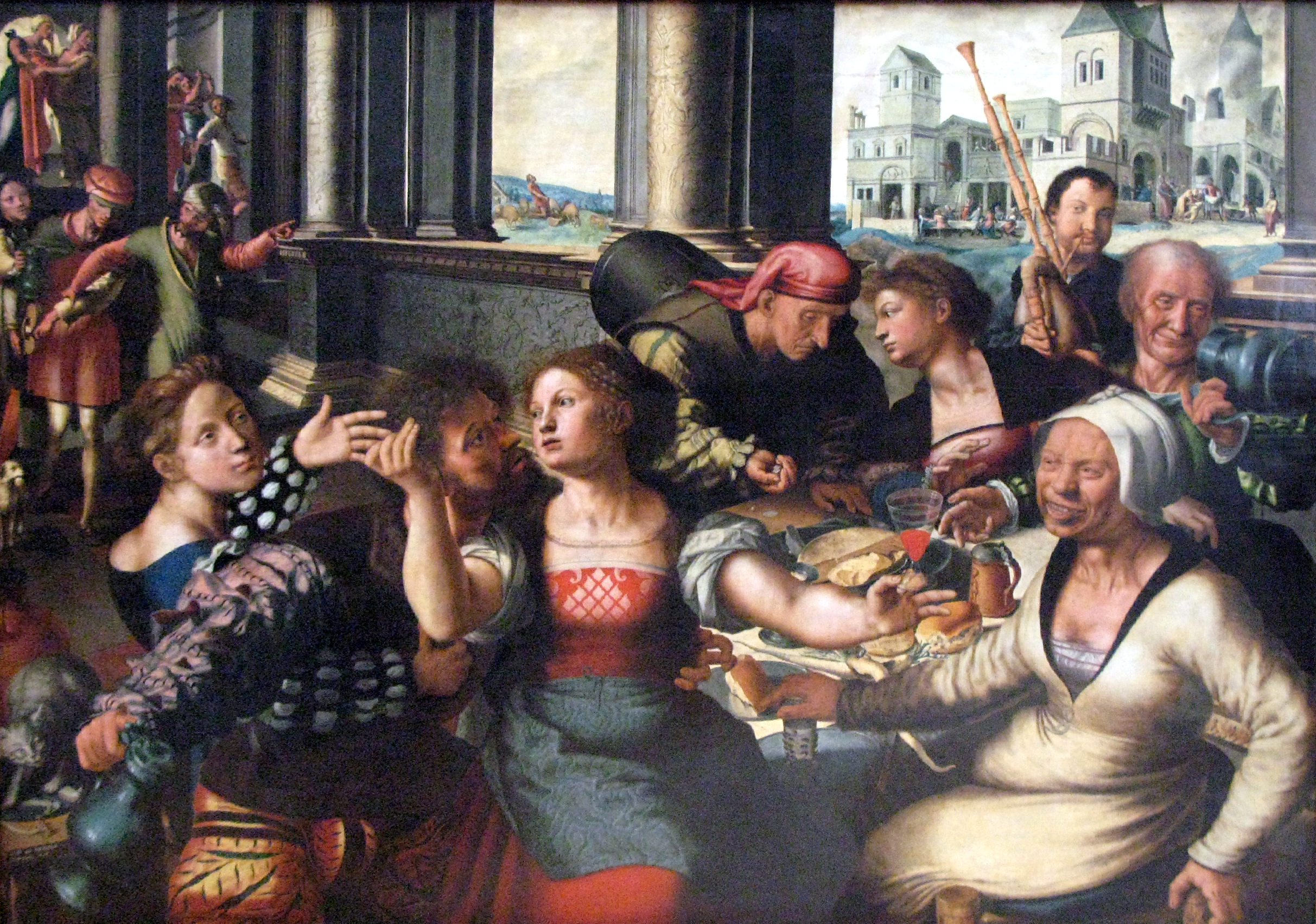
Jan Sanders van Hemessen: De verloren zoon

## Opvolging
- Baden-Baden: Bernhard III opgevolgd door zijn zoon Filibert
- Bretagne: Frans III opgevolgd door zijn broer Hendrik
- Generalitat de Catalunya: Dionís de Carcassona opgevolgd door Joan Pasqual
- Lippe: Simon V opgevolgd door zijn zoon Bernhard VIII
- Orde van Malta: Didier de Tholon Saint-Jaille opgevolgd door Juan de Homedes
- Monferrato: Federico II Gonzaga van Mantua na Spaanse overheersing
- Orléans: Hendrik opgevolgd door zijn broer Karel II

## Afbeelding

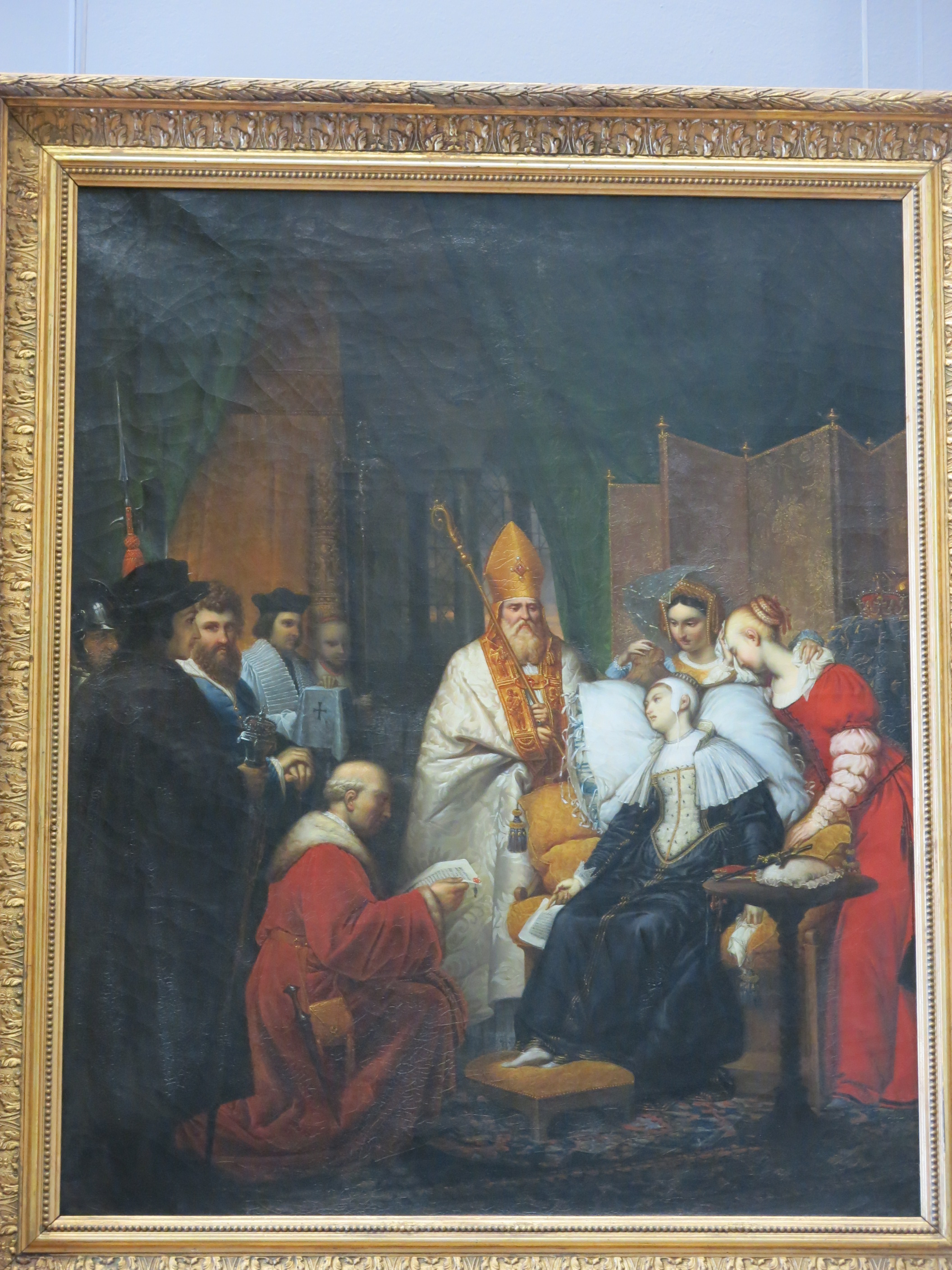
Anne Boleyn ter dood veroordeeld
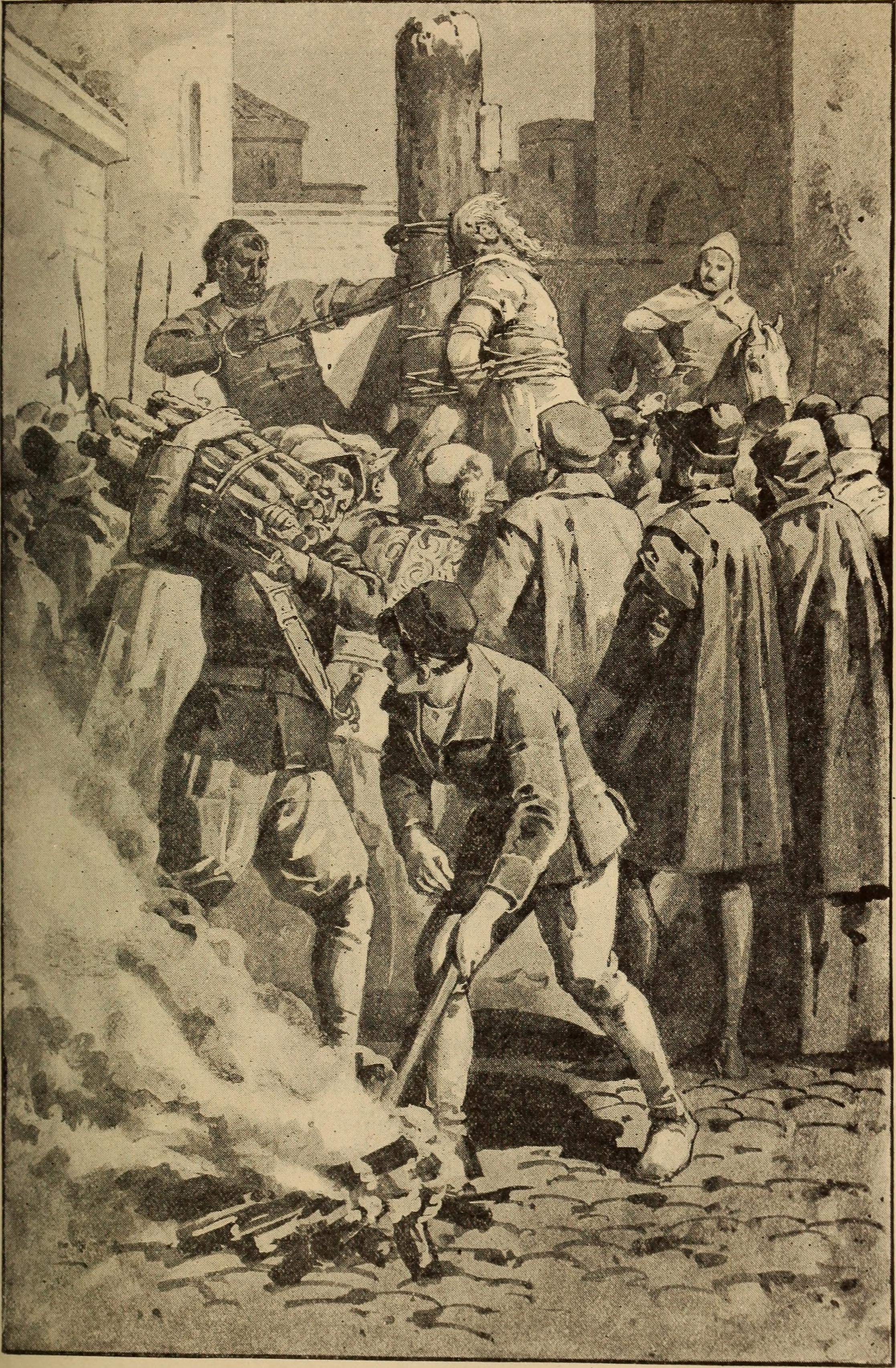
William Tyndale op de brandstapel
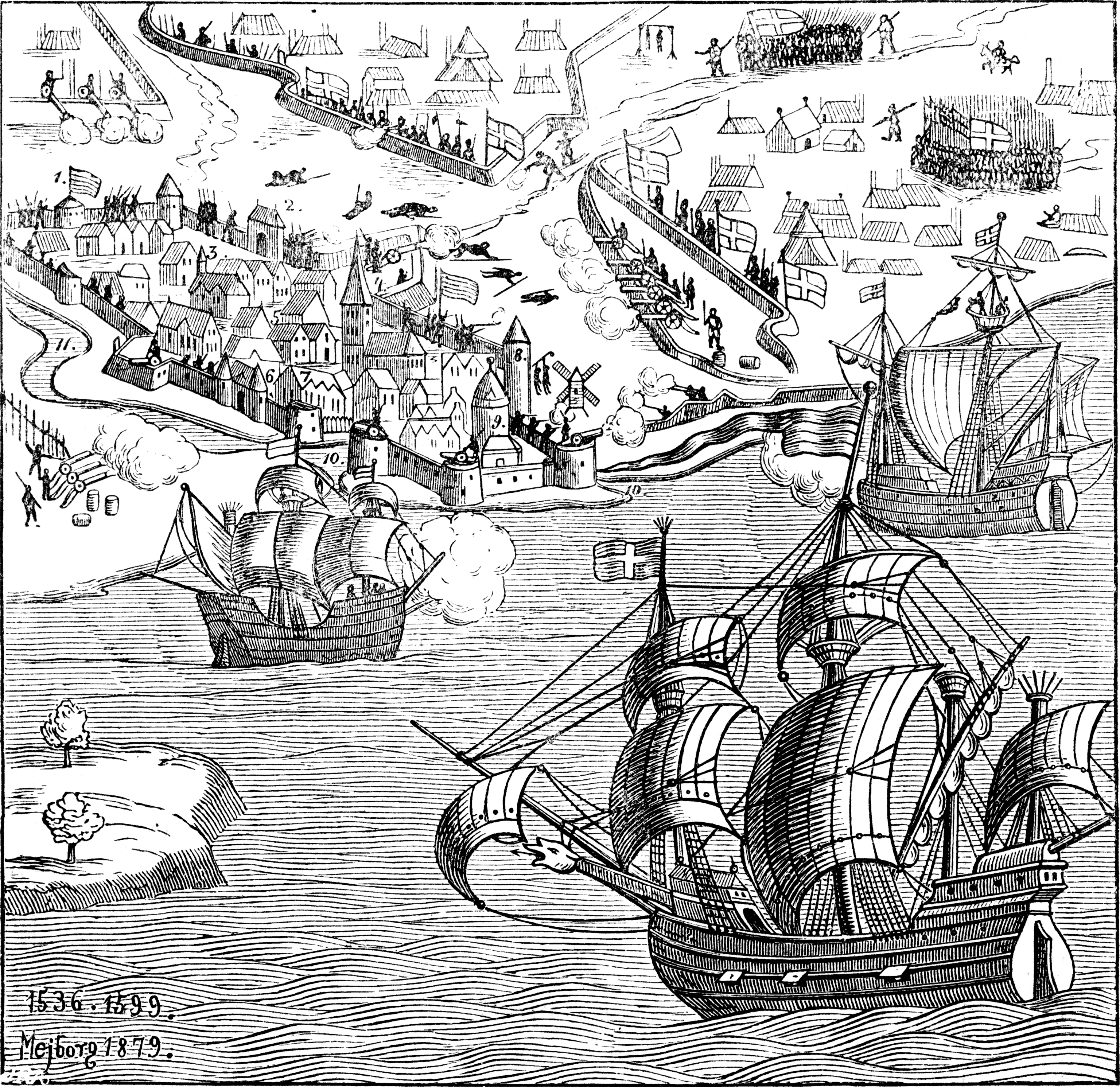
Beleg van Kopenhagen (zie Gravenvete)
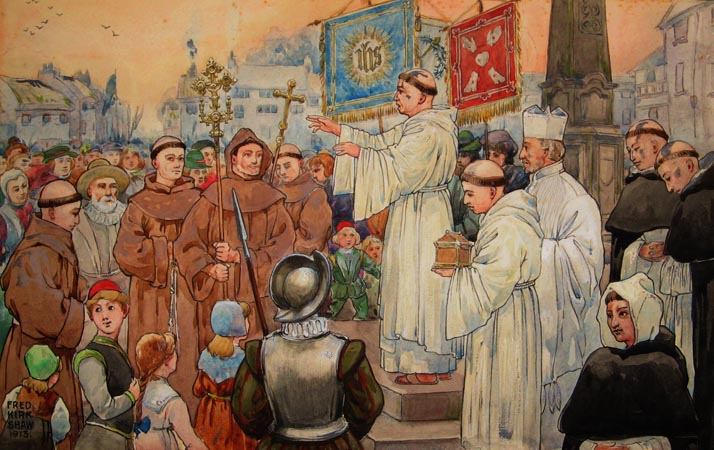
Pilgrimage of Grace
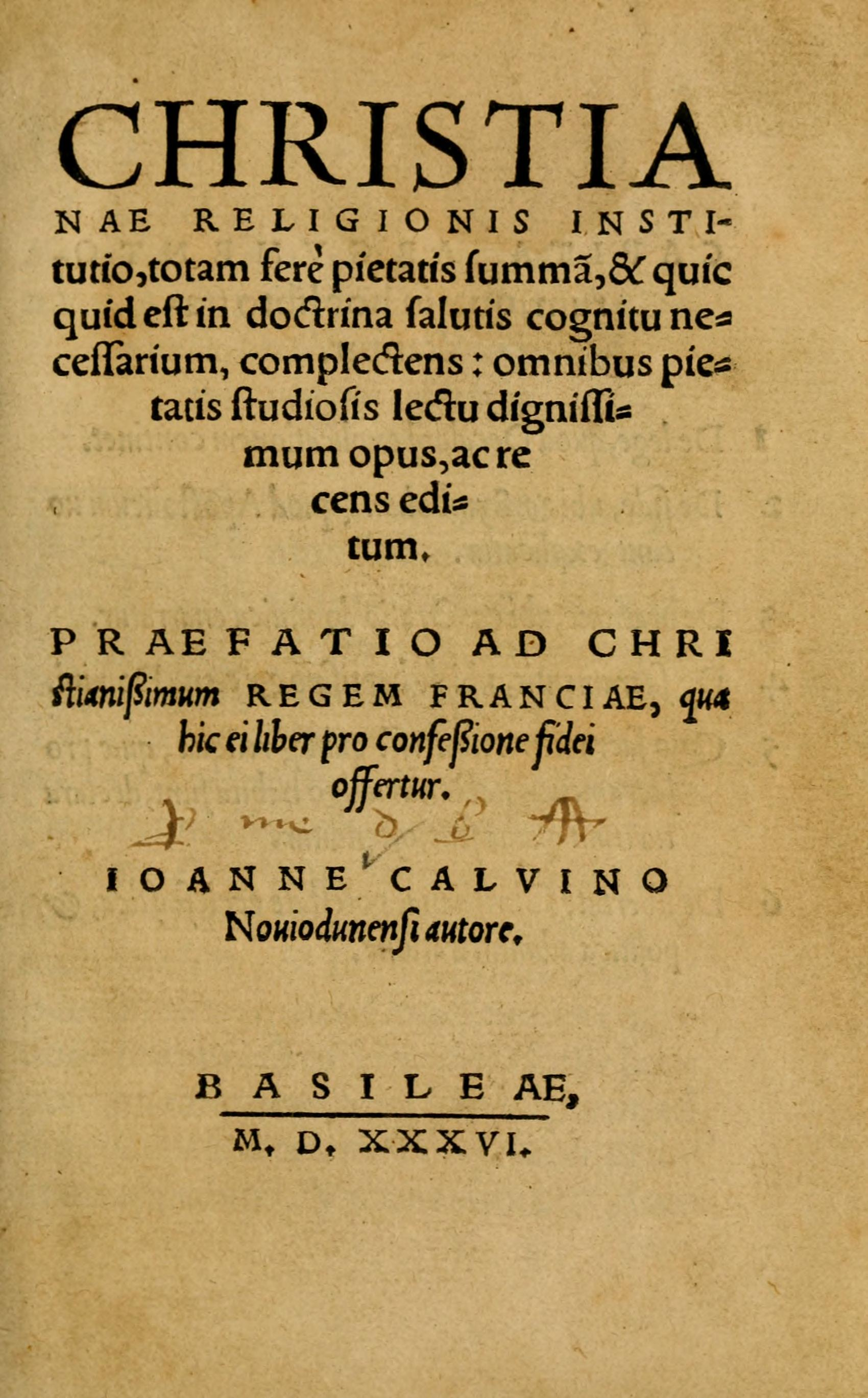
De Institutie van Calvijn
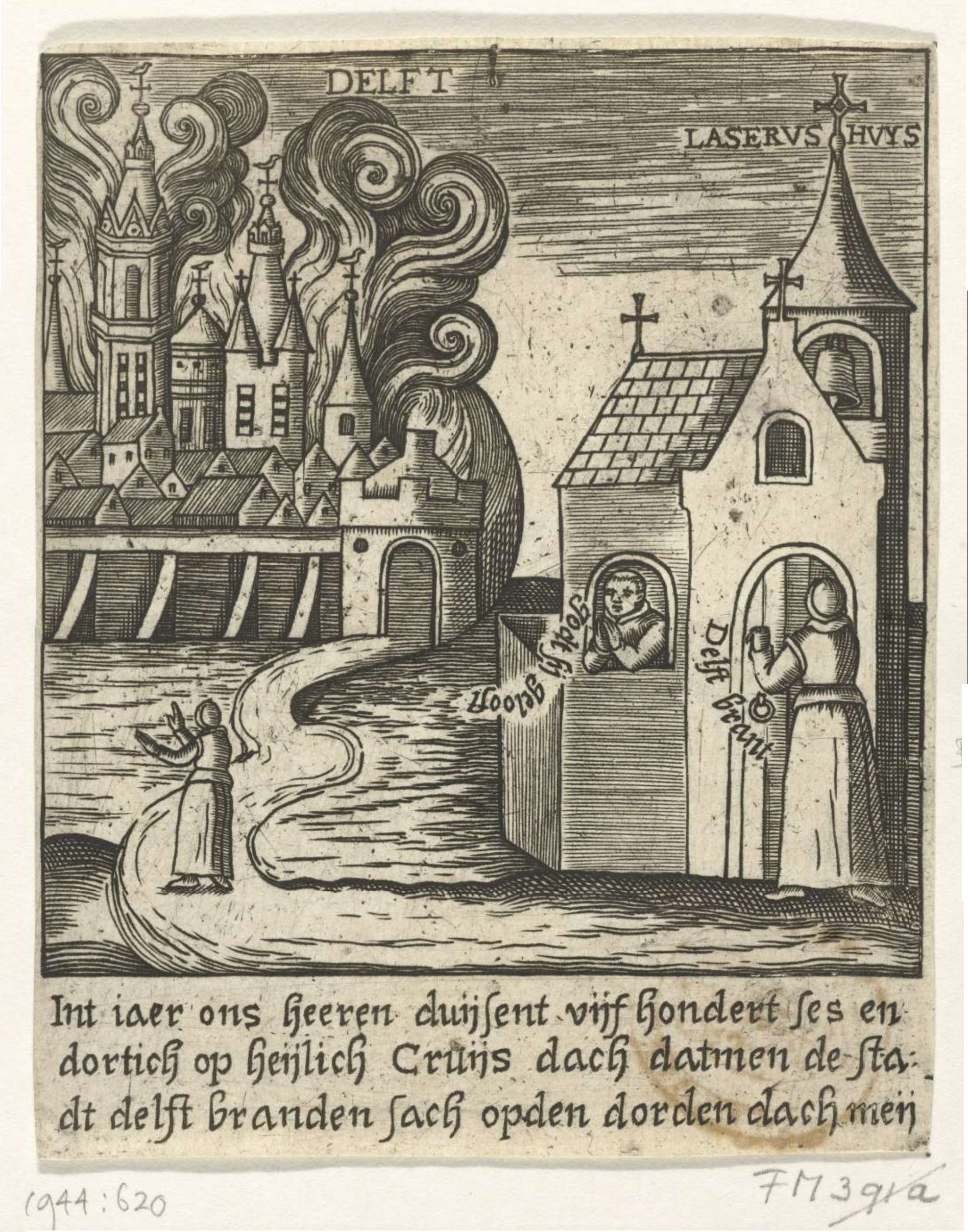
Stadsbrand van Delft
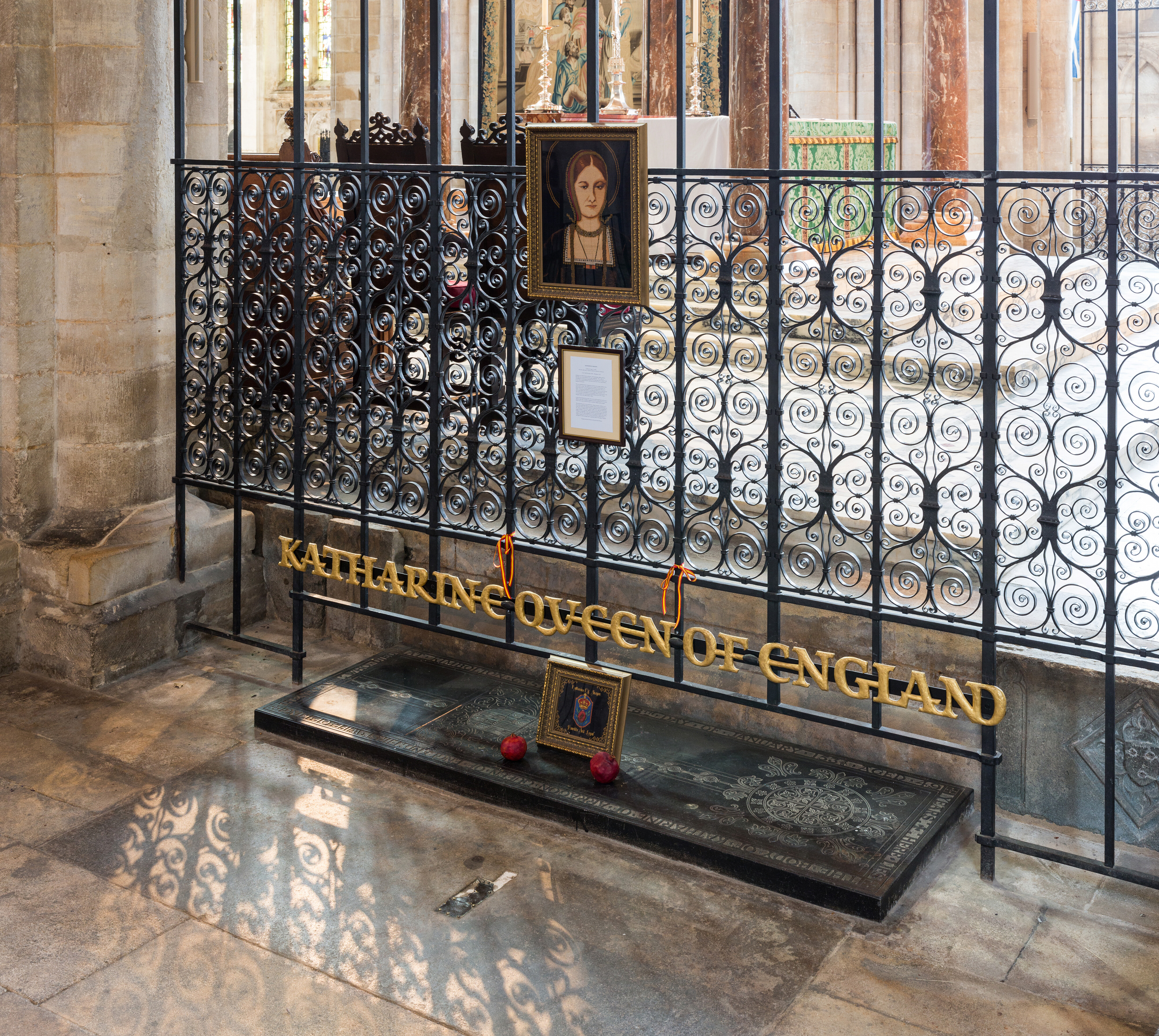
graf van Catharina van Aragon
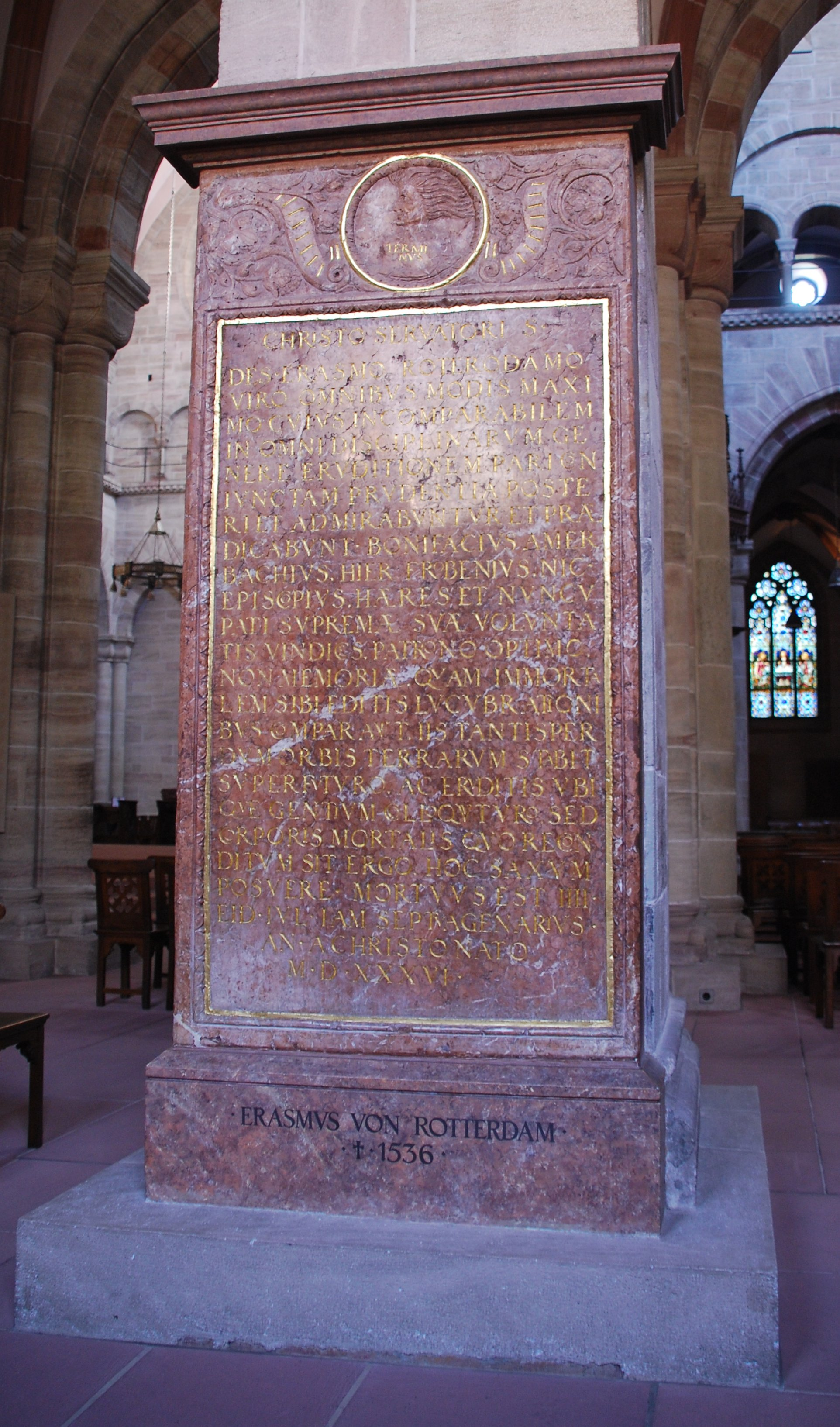
grafmonument van Erasmus
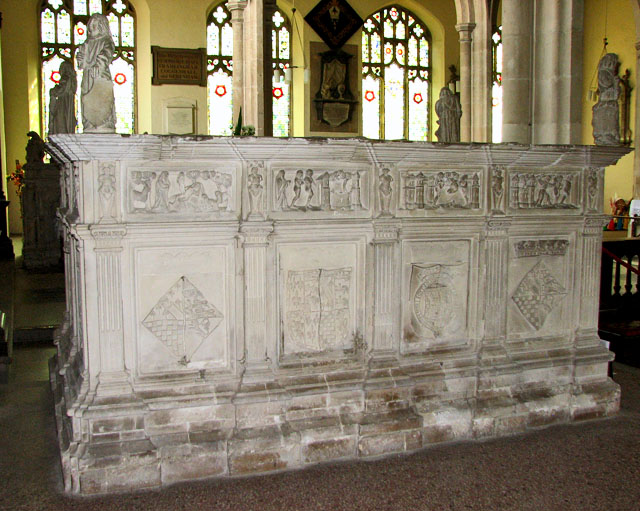
graftombe van Henry FitzRoy
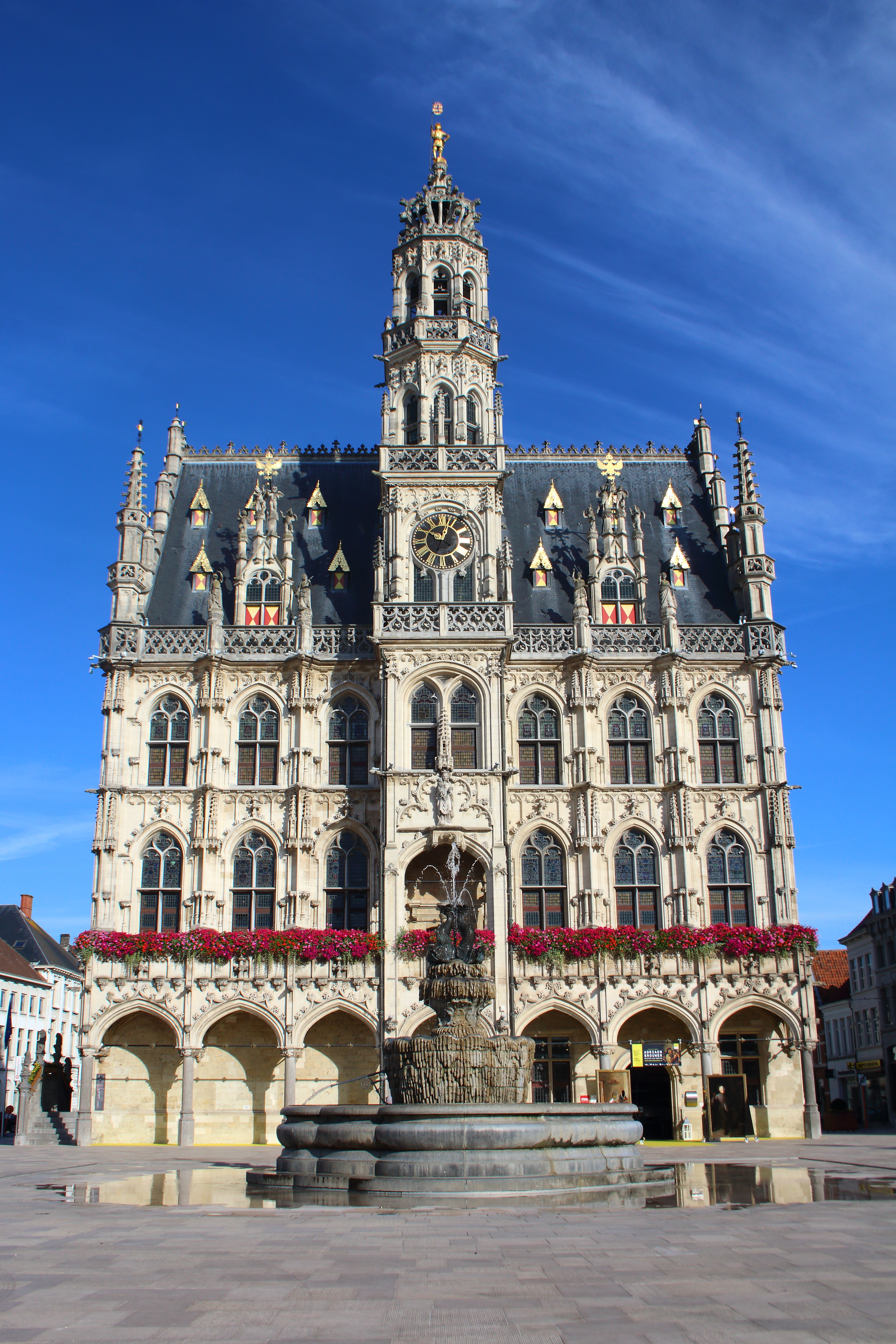
Stadhuis van Oudenaarde (voltooid 1536)

## Geboren
- 2 februari - Scévole de Sainte-Marthe, Frans dichter
- 2 februari - Piotr Skarga, Pools geestelijke
- 12 februari - Leonardo Donato, doge van Venetië
- 24 februari - Clemens VIII, paus (1592-1605)
- 10 maart - Thomas Howard, Engels staatsman
- 18 maart - Karel Utenhove, Zuid-Nederlands humanist
- 2 april - Frédéric Perrenot, Zuid-Nederlands edelman
- 8 april - Barbara van Hessen, Duits edelvrouw
- april - Ignazio Danti, Italiaans prelaat en wiskundige
- 13 mei - Jacobus Pamelius, Zuid-Nederlands theoloog
- 10 augustus - Caspar Olevianus, Duits theoloog
- 14 augustus - René II van Elbeuf, Frans edelman
- 8 oktober - Christoffel van Oost-Friesland, Duits militair
- 20 oktober - Joachim Ernst van Anhalt, Duits edelman
- 28 oktober - Felix Platter, Zwitsers geneesheer
- 11 november - Marcantonio Memmo, doge van Venetië
- 22 november - Jan van Nassau, Duits-Nederlands staatsman
- Dorotea Barresi e Santapau, Italiaans edelvrouw
- Antoon Claeissins, Zuid-Nederlands kunstschilder
- Hepcko Fockens, Fries politicus
- Juan de Fuca, Grieks ontdekkingsreiziger
- Arthur Grey, Engels edelman
- Jacob Goris, Nederlands politicus
- Charles Howard, Engels edelman
- Toyotomi Hideyoshi, Japans staatsman, regent (1585-1591)
- Francisco Verdugo, Spaans staatsman
- Thomas Sackville, Engels staatsman
- Jeremias II, patriarch van Constantinopel (1572-1595 met onderbrekingen) (jaartal bij benadering)
- Merkelis Giedraitis, Litouws prelaat (jaartal bij benadering)
- Dominicus Lampsonius, Zuid-Nederlands auteur (jaartal bij benadering)
- Henricus Smetius, Zuid-Nederlands humanist (jaartal bij benadering)
- Edmund Tilney, Engels hoveling (jaartal bij benadering)

## Overleden
- 6 januari - Baldassare Peruzzi (54), Italiaans architect en kunstschilder
- 7 januari - Catharina van Aragon (50), echtgenote van Hendrik VIII
- 22 januari - Berend Krechting, Duits wederdopersleiders
- 22 januari - Jan van Leiden (~26), Nederlands wederdopersleider
- 23 januari - Berend Knipperdolling (~40), Duits wederdopersleider
- 4 april - Frederik I van Brandenburg-Ansbach (75), Duits edelman
- 4 april - Marino Sanuto de Jongere (69), Venetiaans historicus
- 17 mei - George Boleyn (~32), Engels diplomaat
- 19 mei - Anna Boleyn, echtgenote van Hendrik VIII
- 31 mei - Karel I van Münsterberg (60), Silezisch edelman
- 26 juni - Petrus Alamire (~65), Duits muziekcopyist
- 29 juni - Bernhard III (61), markgraaf van Baden-Baden
- 12 juli - Desiderius Erasmus (~68), Noord-Nederlands filosoof
- 23 juli - Henry FitzRoy (17), Engels edelman, onecht zoon van Hendrik VIII
- 10 augustus - Frans III van Bretagne (18), dauphin van Frankrijk
- 13 augustus - Gonzalo Guerrero, Spaans conquistador
- 6 oktober - William Tyndale (~42), Engels theoloog en Bijbelvertaler
- 9 september - Klemen Andersen (~52), Deens kaper en opstandelingenleider
- 17 september - Simon V van Lippe (~65), Duits edelman
- 25 september - Janus Secundus (24), Nederlands dichter
- 27 september - Felice della Rovere (~53), Italiaans edelvrouw
- 14 oktober - Garcilaso de la Vega (~33), Spaans dichter
- 15 oktober - Germaine van Foix (~48), echtgenote van Ferdinand II van Aragon
- 21 december - John Seymour (~62), Engels hoveling, vader van Jane Seymour
- 31 december - Margareta Eriksdotter Wasa (39), Zweeds edelvrouw
- Hector Boece (~71), Schots filosoof
- Antonio Boselli (~40), Italiaans kunstschilder
- Jacques Lefebvre d'Étaples, Frans humanist
- Gaston III van Foix, Frans edelman
- Cecilia Gallerani (~63), Italiaans edelvrouw en schildersmodel
- Joris van Halewijn, Zuid-Nederlands maecenas en auteur
- Merten de Keyser, Frans drukker
- Nagao Tamekage, Japans daimyo
- Didier de Tholon Saint-Jaille, grootmeester van de Orde van Malta
- Tommaso Vincidor (~43), Italiaans kunstschilder